# Hurri
Hurri ist eine im Finnischen gebräuchliche, mehr oder minder abschätzig konnotierte Bezeichnung für die Finnlandschweden.

## Etymologie und Wortgebrauch
Über den Ursprung des Begriffs kursieren viele teils widersprüchliche Angaben. Das Wort hurri begegnet zu verschiedenen Zeiten in verschiedenen finnischen Mundarten in teils sehr verschiedenen, semasiologisch kaum miteinander in Einklang zu bringenden Bedeutungen; ob es sich in den entsprechenden Belegen um ein und dasselbe Wort oder vielmehr um Homonyme handelt, ist schwer zu entscheiden.
Einer weit verbreiteten, aber kaum wahrscheinlichen Volksetymologie zufolge erklärt sich der Spitzname hurri dadurch, dass Schwedischsprecher, die es in finnischsprachige Gegenden verschlug, Gesprächen kaum folgen konnten und daher wieder und wieder hur? (schwedisch für „wie [bitte]?“) sagten. Sinnverwandt ist die 1857 von Yrjö Koskinen aufgestellte Behauptung, dass die Schweden seit der Eroberung Finnlands im Mittelalter unangenehm dadurch auffielen, dass sie immer dann laut „Hurra!“ riefen, wenn sie wieder einmal einen unbescholtenen finnischen Bauern um sein Land gebracht hatten; derlei hat sich aber mit einiger Sicherheit ausschließlich in Koskinens fennomanen Fieberträumen ereignet.
Wahrscheinlicher ist die Annahme, dass hurri im Sinne von „Finnlandschwede“ auf die seit dem 18. Jahrhundert unter anderem in Mittelfinnland und Häme bezeugten Bedeutung „fliegender Händler, Krämer, Hausierer“ zurückgeht. Darauf deutet der Eintrag zu hurri in Christfried Gananders Nytt Finskt Lexicon (fertiggestellt 1787, gedruckt erst 1827) hin. Ganander schreibt zum einen, dass in Ilmola im Norden Österbottens alle Schweden bzw. alle Bewohner der angrenzenden schwedischsprachigen Pfarreien so genannt würden (‚in paroecia Ilmoila Ostrob. omnes Sveci, ex paroeciis Sveticis‘); dies ist zugleich der älteste Nachweis für diese Bedeutung. Ganander schreibt zum anderen aber auch, dass in Lappfjärd und Närpes, also einige hundert Kilometer weiter südlich, hingegen Händler von auswärts, die hier Fische feilboten, ebenfalls hurri geheißen würden (‚Lapfjerd l. Nerpis de qvi pisces adferunt denominantur‘). Diese Fischhändler mögen schwedischsprachig gewesen sein, und im Laufe der Zeit mag die ursprüngliche Bedeutung von hurri „auswärtiger Händler, Fremder, Neuling“ von den finnischsprachigen Bewohnern der ostbottnischen Küste auf ihre schwedischsprachigen Nachbarn übertragen worden sein. R. E. Nirvi stellte 1982 die Hypothese auf, dass hurri im Sinne von „fliegender Händler“ letztlich mit dem gleichlautenden und schon zuvor in Ostfinnland bezeugten Wort hurri identisch sei, das eigentlich den Wolf meint, später aber auch auf andere zottelige Tiere wie Hunde und Ziegen bezogen wurde; demzufolge seien die Hausierer wegen ihrer ungepflegten Erscheinung, also ob ihrer langen Haare und Rauschebärte, als hurri verspottet worden. Diese abschätzige Konnotation schwingt Nirvi zufolge auch noch beim Spitznamen hurri für Finnlandschweden mit. Bis ins 20. Jahrhundert wurde der Begriff indes kaum je in boshafter Absicht gebraucht, zum Schimpfwort wandelte er sich erst gegen 1930. Spätestens 1979 wurde er zumindest von einigen Finnischsprechern nicht nur zur Beleidigung der Finnlandschweden gebraucht, sondern auch als Schmähung der „Schwedenschweden“; diese erweiterte Bedeutung ist zumindest im in diesem Jahr erschienenen Nykyslangin sanakirja angegeben.
Spätestens in den 1970er Jahren wurde hurri von einigen Finnlandschweden als Selbstbezeichnung appropriiert und behufs Festigung der finnlandschwedischen Identität positiv umgedeutet, hurri stellt in dieser Hinsicht mithin ein „Geusenwort“ dar. Ein Meilenstein der finnlandschwedischen Literatur ist die Veröffentlichung des als Streitschrift konzipierten Sammelbands Hurrarna:  En stridsskrift om finlandssvenskarnas nutid dar, in dem ein dutzend Autoren unter Führung von Gösta Ågren, Ralf Norrman und Birger Thölix davor warnten, dass die ländliche finnlandschwedische Kultur als Folge der massenhaften Auswanderung nach Schweden zum einen, der zahlenmäßigen „Übermacht“ der finnischsprachigen Bevölkerung zum anderen, vom Aussterben bedroht sei, und anmahnten, die eigene kulturelle Identität zu bewahren. Hurrerna wird bisweilen auch als Ausgangspunkt einer ausgewachsenen finnlandschwedischen „Bewegung“ bezeichnet, dem hurrarrörelsen.